# Jiami
Jiami är en köping i Kina. Den ligger i provinsen Sichuan, i den sydvästra delen av landet, omkring 460 kilometer sydväst om provinshuvudstaden Chengdu. Den bildades i juni 2020 genom en sammanslagning av Taozi och Dacao socknar. 